# Tim Schafer
Timothy John Schafer, mer känd som enbart Tim Schafer, är en amerikansk speldesigner, född 26 juli 1967, som gjort sig ett namn inom äventyrsgenren.
Schafer jobbade under många år på Lucasfilm Games/Lucasarts som designer men medverkade även som manusförfattare och programmerare i andras projekt, däribland ett par av Ron Gilberts. I januari 2000 lämnade Schafer Lucasarts för att starta den egna utvecklingsstudion Double Fine Productions.

## Ludografi
- (1987) Maniac Mansion (NES) (programmerare, utvecklad och utgiven av Lucasfilm Games)
- (1990) The Secret of Monkey Island (programmerare och manusförfattare, utvecklad och utgiven av Lucasfilm Games)
- (1991) Monkey Island 2: LeChuck's Revenge (programmerare och designer, utvecklad och utgiven av Lucasarts)
- (1993) Day of the Tentacle (designer, producent, regissör, manusförfattare, utvecklad och utgiven av Lucasarts)
- (1995) Full Throttle (designer, manusförfattare, projektledare, utvecklad och utgiven av Lucasarts)
- (1998) Grim Fandango (designer, manusförfattare, projektledare, utvecklad och utgiven av Lucasarts)
- (2005) Psychonauts (Creative Director och manusförfattare, utvecklad av Double Fine Productions, utgiven av Majesco Entertainment)
- (2009) Brütal Legend (utvecklad av Double Fine Productions, utgiven av Electronic Arts)
- (2010) Costume Quest (utvecklad av Double Fine Productions, utgiven av THQ)
- (2011) Stacking (utvecklad av Double Fine Productions, utgiven av THQ)
- (2011) Iron Brigade (utvecklad av Double Fine Productions, utgiven av Microsoft Studios)
- (2011) Sesame Street: Once Upon a Monster (utvecklad av Double Fine Productions, utgiven av Warner Bros. Interactive Entertainment)
- (2012) Haunt (röstskådespelare; utvecklad av Nanaon-Sha och Zoë Mode, utgiven av Microsoft Studios)
- (2012) Double Fine Happy Action Theater (utvecklad av Double Fine Productions, utgiven av Microsoft Studios)
- (2012) Middle Manager of Justice (utvecklad av Double Fine Productions, utgiven av Dracogen)
- (2012) Kinect Party (utvecklad av Double Fine Productions, utgiven av Microsoft Studios)
- (2013) The Cave (utvecklad av Double Fine Productions, utgiven av Sega)
- (2013) Dropchord (utvecklad av Double Fine Productions, utgiven av Dracogen)
- (2013) Spacebase DF-9 (utvecklad av Double Fine Productions, utgiven av Indie Fund)
- (2014) Broken Age (utvecklad och utgiven av Double Fine Productions)
- (2014) Hack 'n' Slash (utvecklad av Double Fine Productions, utgiven av Indie Fund)
- (2014) Massive Chalice (utvecklad och utgiven av Double Fine Productions)
- (2015) Remake av Grim Fandango (utvecklad av Double Fine Productions)